# Prêmio Luiza Mahin (São Paulo)
O Prêmio Luiza Mahin é uma premiação anual oferecida pela Coordenação de Promoção da Igualdade Racial, da Prefeitura Municipal de São Paulo, em 25 de julho, Dia Internacional da Mulher Negra Latino-Americana e Caribenha. É dedicado a mulheres comprometidas com a valorização da cultura negra, que são indicadas por entidades ou redes femininas negras com atuação na cidade de São Paulo.
Seu nome foi homenagem a Luiza Mahin, revolucionária do período colonial do Brasil, símbolo de resistência negra no país.

## História
O Prêmio foi idealizado em 19 de julho de 2007, pela Lei n° 14.636, e instituído em 14 de abril de 2011, pelo Dedreto nº 52.242. A cada ano, "elege 7 mulheres negras comprometidas com a valorização da cultura negra, a inclusão social e a luta antidiscriminatória", que recebem um diploma e uma estatueta de natureza simbólica, com 20 cm de altura, feita de bronze, em base de madeira, de autoria de Maurício Pestana. As homenageadas ainda assinam o “Livro Tombo de Registro do Prêmio Luiza Mahin”, que está sob custódia da Coordenação de Promoção da Igualdade Racial, da Secretaria Municipal de Direitos Humanos e Cidadania.
As mulheres candidatas ao prêmio são indicadas por entidades ligadas ao movimento feminino negro e às redes sociais femininas negras que tenham atuação na cidade de São Paulo. As entidades e redes proponentes são responsáveis por apresentar dados completos e justificativas para o recebimento da premiação.
As honrarias são entregues pelo Prefeito da cidade de São Paulo ou por delegação da Secretaria Municipal de Participação e Parceria, em cerimônia pública, preferencialmente, no dia 25 de julho de cada ano.

## Luiza Hahin

Imagem criada de Luiza Mahin com base em depoimentos da pesquisadora Aline Najara para o projeto Faces Negras Importam

Luiza Mahin, provavelmente nascida na primeira metade do século XIX (possivelmente em 1812), foi uma revolucionária do período colonial do Brasil, símbolo de resistência negra no país. Descrita por seu filho Luís Gama, Era mui bela e formosa, Era a mais linda pretinha, Da adusta Líbia rainha , e mesmo sem registros documentais, enquadra-se como uma personagem evidenciada na luta e resistência na sociedade escravista. O fato de não haver muitos documentos concretos acerca de Luíza Mahin fez com que, por muito tempo, estudiosos se questionassem sobre a veracidade de sua participação em revoltas de resistência. No entanto, nas primeiras décadas do século XXI a historiografia brasileira vem avançando e progredindo em compreender o papel de mulheres como Luiza na História do Brasil.
Luiza esteve envolvida na articulação de todas as revoltas e levantes de escravos que sacudiram a então Província da Bahia nas primeiras décadas do século XIX. De seu tabuleiro, eram distribuídas as mensagens em árabe, por isso, espalhava a mensagem da revolta por onde passava, tendo um papel importante na circulação de informações confidenciais durante esse processo, através dos meninos que pretensamente com ela adquiriam quitutes. Desse modo, esteve envolvida na Revolta dos Malês (1835) e na Sabinada (1837-1838). Sua casa foi transformada no quartel general destas revoltas.

## Homenageadas
| Ano  | Nome                                            | Profissão                                                                             | Ref.                |
| ---- | ----------------------------------------------- | ------------------------------------------------------------------------------------- | ------------------- |
| 2024 | Elisabeth Belisário                             | cientista social, atua no ponto de cultura e espaço cultural Ilú Obá De Min           | [ 1 ]               |
| 2024 | Heloisa Pires Lima                              | escritora e consultora                                                                | [ 1 ]               |
| 2024 | Ingred Merllin Batista de Souza                 | cofundadora do Coletivo Núcleo Ayé                                                    | [ 1 ]               |
| 2024 | Josineide Jesus dos Santos Carvalho (Josy Asca) | pedagoga, professora de educação infantil                                             | [ 1 ]               |
| 2024 | Maria Izabel Neiva                              | cineasta                                                                              | [ 1 ]               |
| 2024 | Regina Lúcia dos Santos                         | educadora para relações étnico-raciais                                                | [ 1 ]               |
| 2024 | Sonia Guimarães                                 | física e pesquisadora                                                                 | [ 1 ]               |
| 2023 | Marielen Silva Albuquerque                      | médica veterinária e cofundadora do Coletivo AFROVET                                  | [ 1 ]               |
| 2023 | Ana Cristina de Souza                           | assistente social, coordenadora de Políticas para Mulheres                            | [ 1 ]               |
| 2023 | Geralda Marfisa                                 | enfermeira e fundadora do Instituto Cultural Marfisafrosua                            | [ 1 ]               |
| 2023 | Tatiane Santos                                  | pedagoga, consultora e mentora antirracista                                           | [ 1 ]               |
| 2023 | Priscila Rodrigues de Souza                     | CEO da ONG Bem da Madrugada                                                           | [ 1 ]               |
| 2023 | Rosa Maria Tavares Andrade                      | bióloga, locutora televisiva, professora de genética humana                           | [ 1 ]               |
| 2023 | Silvia Cibele                                   | organizadora e idealizadora de eventos                                                | [ 1 ]               |
| 2022 | Adriana Vasconcellos                            | assessora parlamentar                                                                 | [ 1 ]               |
| 2022 | Aline Torres                                    | gestora de projetos culturais                                                         | [ 1 ]               |
| 2022 | Egbonmy Conceição Reis                          | coordenadora do Instituto Nacional da Tradição e Cultura Afro Brasileira              | [ 1 ]               |
| 2022 | Fernanda de Paula                               | ex-presidente da Unegro                                                               | [ 1 ]               |
| 2022 | Márcia Porto                                    | cirurgiã-dentista, especialista no atendimento a pacientes com necessidades especiais | [ 1 ]               |
| 2022 | Maria Aparecida de Laia                         | psicóloga, Assistente Social                                                          | [ 1 ]               |
| 2022 | Maria Célia Malaquias                           | psicóloga, psicoterapeuta, psicodramatista didata supervisora                         | [ 1 ]               |
| 2021 | Ednusa Ribeiro                                  | administradora, especializada em gêneros e etnias                                     | [ 1 ]               |
| 2021 | Luiza Guerino                                   | Mãe Luiza presta serviços sociais para as comunidades                                 | [ 1 ]               |
| 2021 | Maria de Lourdes Reis da Silva                  | psicologia, psicoterapia e gestão cultural                                            | [ 1 ]               |
| 2021 | Maria Aparecida Pinto                           | psicóloga, terapeuta, pós-graduada em História da África e do Negro no Brasil         | [ 1 ]               |
| 2021 | Martha de Oliveira Braga                        | formada em Língua e Literatura Portuguesa                                             | [ 1 ]               |
| 2021 | Rosélia Abadia da Silva                         | atua em periferias e redes sociais                                                    | [ 1 ]               |
| 2021 | Solange Cruz Bichara Rezende                    | palestrante e presidente do G.R.C.E.S. Mocidade Alegre                                | [ 1 ] [ 14 ]        |
| 2020 | Ana Beatriz Prudente Alckmin                    | criadora do primeiro Curso de Empreendedorismo Cultural para Mulheres                 | [ 1 ] [ 15 ]        |
| 2020 | Diva Gonçalves Zitto Miguel de Oliveira         | advogada, Conselheira da Ordem dos Advogados do Brasil de São Paulo                   | [ 1 ] [ 15 ]        |
| 2020 | Eliana Ferreira Costa Paixão                    | Mãe Nãna de Yemanjá, Iyalorisa do Ilé Ìyá Ódò Àse Alàáfin Oyó                         | [ 1 ] [ 15 ]        |
| 2020 | Flavia Siqueira Diniz                           | fundadora do projeto sociocultural Coletivo Resenha das Pretas                        | [ 1 ] [ 15 ]        |
| 2020 | Maria Aparecida de Souza Costa Silva            | realizadora da Noite Odara                                                            | [ 1 ] [ 15 ]        |
| 2020 | Sônia Aparecida dos Santos                      | ativista internacional, coordenadora do Movimento Negro Unificado                     | [ 1 ] [ 15 ]        |
| 2020 | Valdete Ferreira dos Santos                     | enfermeira sanitarista e epidemiologista                                              | [ 1 ] [ 15 ]        |
| 2019 |                                                 |                                                                                       |                     |
| 2018 |                                                 |                                                                                       |                     |
| 2017 |                                                 |                                                                                       |                     |
| 2016 |                                                 |                                                                                       |                     |
| 2015 |                                                 |                                                                                       |                     |
| 2014 |                                                 |                                                                                       |                     |
| 2013 |                                                 |                                                                                       |                     |
| 2012 |                                                 |                                                                                       |                     |
| 2011 | Ana Maria Araújo Santos                         | mãe Ana de Ogum, filha-de-santo de mãe Simplícia de Ogum                              | [ 5 ]               |
| 2011 | Fanta Konate                                    | fundadora da ONG África Viva e do Instituto Famodou Konatê                            | [ 5 ]               |
| 2011 | Luislinda Dias de Valois Santos                 | primeira mulher negra a entrar para a magistratura no Brasil                          | [ 5 ]               |
| 2011 | Mafoane Odara Poli Santos                       | coordena o Geração Muda Mundo                                                         | [ 5 ]               |
| 2011 | Petronilha Beatriz Gonçalves e Silva            | professora titular de ensino-aprendizagem e relações étnico-raciais                   | [ 5 ] [ 16 ] [ 17 ] |
| 2011 | Sonia Maria Pereira Nascimento                  | advogada, fundadora do Geledés – Instituto da Mulher Negra                            | [ 5 ]               |
| 2011 | Theodosina Rosário Ribeiro                      | primeira mulher negra a se eleger pela Câmara Municipal de São Paulo                  | [ 5 ]               |